# She's My Rock
Singles de Stoney Edwards
All She Made of Me
(1972) You're a Believer
(1973)
Singles de Brenda Lee
Rock on Baby
(1974) Bringing It Back
(1975)
Singles de George Jones
You've Still Got a Place in My Heart
(1984) Hallelujah, I Love You So
(1984)
"She's My Rock" est une chanson écrite par Gene Dobbins. Elle a été enregistrée par Stoney Edwards sur son album de 1973 du même titre. La version d'Edwards a atteint la 20e position du hit-parade Billboard Hot Country Singles.

## Reprises
- Brenda Lee a repris la chanson sous le titre "He's My Rock" sur son album de 1975, Sincerely. Sa version a atteint la huitième position du hit-parade Billboard Hot Country Singles.
- Olivia Newton-John a également repris la chanson sous le titre "He's My Rock" sur son album de 1975 Clearly Love. Bien que sa version ne soit pas sortie en face A de single, elle a constitué la face B de "Something Better to Do", qui a atteint la 13e position du hit-parade Billboard Hot 100 et a été no 1 du hit-parade Adult Contemporary cette année-là.
- George Jones a sorti une version de cette chanson en août 1984, il s'agit du premier single extrait de son album Ladies' Choice. Sa version a atteint la deuxième position du hit-parade Billboard Hot Country Singles en décembre 1984[1] et a été no 1 du hit-parade RPM Country Tracks au Canada en janvier 1985[2].

## Positions dans les hits-parades

### Version de Stoney Edwards
| Chart (1972–1973)                  | Position |
| ---------------------------------- | -------- |
| U.S. Billboard Hot Country Singles | 20       |
| Canadian RPM Country Tracks        | 43       |

### Version de Brenda Lee
| Chart (1975)                       | Position |
| ---------------------------------- | -------- |
| U.S. Billboard Hot Country Singles | 8        |
| Canadian RPM Country Tracks        | 10       |

### Version de George Jones
| Chart (1984–1985)                  | Position |
| ---------------------------------- | -------- |
| U.S. Billboard Hot Country Singles | 2        |
| Canadian RPM Country Tracks        | 1        |